# All Lives Matter

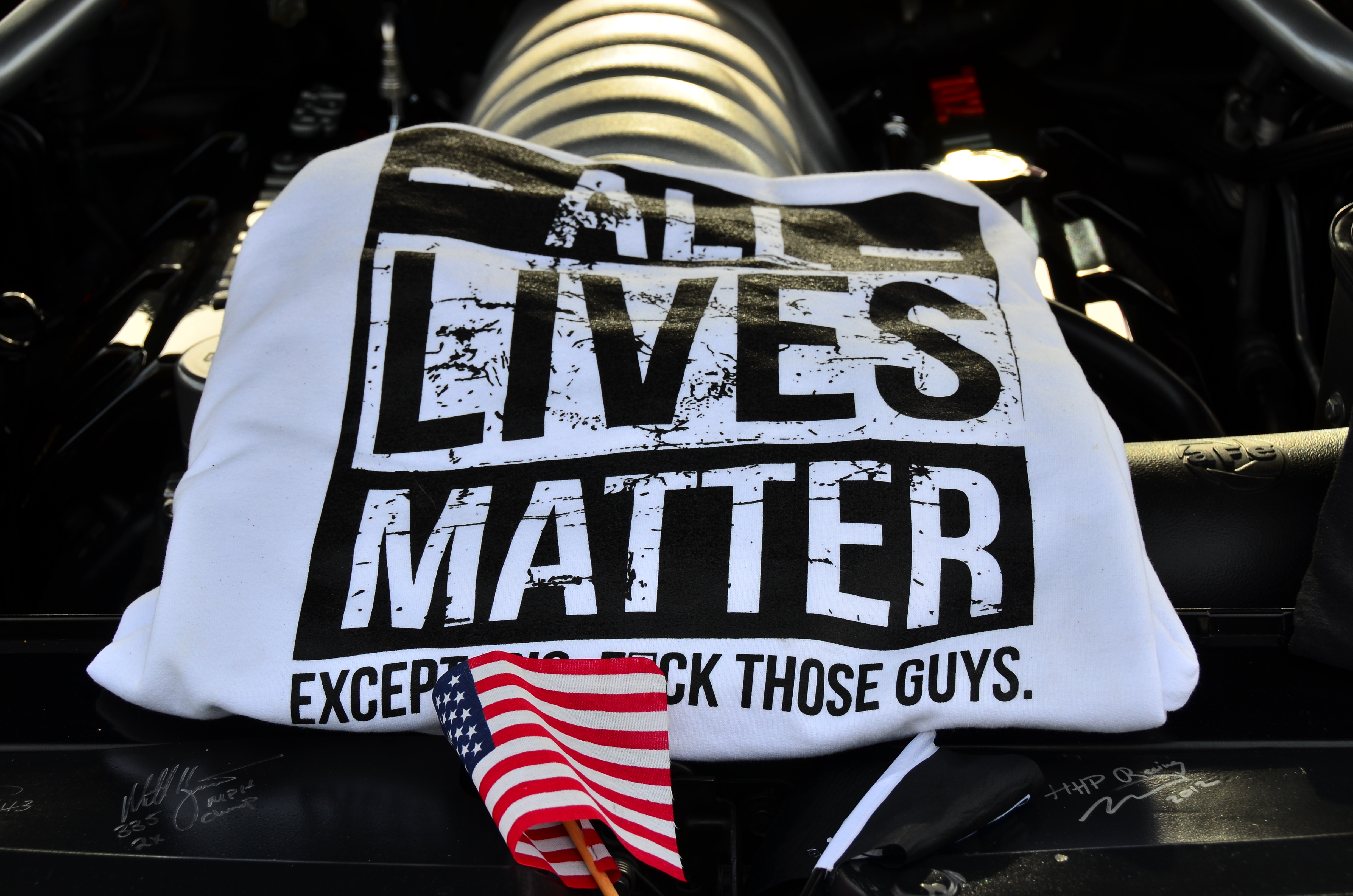
All Lives Matter Banner

All Lives Matter (englisch für Alle Leben zählen) ist ein Slogan und eine Bewegung, die aus dem Hashtag #AllLivesMatter hervorgingen. Mit dem Slogan wird auf Black Lives Matter Bezug genommen.

## Unterstützer
Bekannte Vertreter sind der afroamerikanische republikanische Senator Tim Scott und der schwarze American-Football-Spieler Richard Sherman. Auch der schwarze Politiker Ben Carson ist ein Befürworter von All Lives Matter. Der republikanische Senator Rand Paul meinte zu Black Lives: „I think they should change their name maybe – if they were All Lives Matter, or Innocent Lives Matter.“ („Ich denke, sie sollten vielleicht ihren Namen ändern – wenn sie All Lives Matter oder Innocent Lives Matter wären.“)
2016 behauptete der republikanische Präsidentschaftskandidat (und spätere Präsident) Donald Trump, dass Black Lives Matter ein spalterischer und rassistischer Begriff sei.
Bei einem Gesangsauftritt der Canadian Tenors während des MLB All-Star Game 2016 hielt ein Mitglied des Ensembles, Remigio Pereira, während seines Soloparts ein „All Lives Matter“-Schild hoch und sang zwei Zeilen der Nationalhymne O Canada in abgeänderter Form. Die restlichen Mitglieder distanzierten sich von dieser Aktion, Pereira wurde anschließend von dem Gesangsensemble ausgeschlossen.
Aktivisten von Black Lives Matter und All Lives Matter machten im Juli 2016 Schlagzeilen, als sie sich bei einem „Zusammenstoß“ in Dallas umarmten. „Wir sind alle Brüder und Schwestern“, sagte einer der Demonstranten auf CNN, „So tritt man eine Mauer ein.“
Der umstrittene amerikanische Rapper XXXTentacion geriet 2017 in die Kritik, als er die Bewegung in dem Musikvideo zu seinem Hit Look at Me! unterstützte. Das Video zeigte ihn – einen schwarzen Mann – wie er ein weißes Kind aufhängt. Nach der Kritik sagte er, das Ziel des Videos sei es zu zeigen, dass „Sie die Tatsache, dass ich ein Kind ermordet habe, nicht rechtfertigen können … ich versuche zu zeigen, dass Mord Mord ist“.

## Demonstrationen
Im Juni 2020 fand in Karlsruhe eine Demonstration von Neonazis unter dem Motto „All Lives Matter“ statt, welche von dem ehemaligen NPD-Aktivist Jonathan Stumpf veranstaltet wurde. An der Demonstration nahmen 50 Personen teil.
In der Kleinstadt Bethel in Ohio wurden Teilnehmer einer „Black Lives Matter“-Demonstration von bewaffneten Gegendemonstranten der „All Lives Matter“-Bewegung angegriffen.
Im Bundesstaat Oregon kam es zu einer Demonstration von All Lives Matter, welche gegen das Hissen einer „Black Lives Matter“-Flagge an einem Rathaus protestierten. Augenzeugen berichteten, dass ein Teilnehmer der „All Lives Matter“-Demonstration mit einer Waffe auf Gegendemonstranten zielte.

## Kritik
David Theo Goldberg, Direktor des University of California Humanities Research Institute der University of California, schrieb 2015: „All Lives Matter“ ist eine Selbstverständlichkeit, nahe an einem Klischee. Das Beharren auf „Black Lives Matter“ ist notwendig, weil in den USA im Gegensatz zu „All Lives Matter“ schwarze Leben zu oft als unwichtig angesehen werden. Daher sei es notwendig „Black Lives Matter“ zu schreien, weil die Gesellschaft immer wieder Beweise liefert, dass „All Lives Matter“ für viele Schwarze nicht gelte. Auch die Philosophin Judith Butler argumentiert, dass es, um die Formel „All Lives Matter“ wahr werden zu lassen wichtig sei, diejenigen Leben, die gerade nicht zählen, in den Vordergrund zu stellen. Fabian Wolff (Die Zeit) sieht All Lives Matter als eine trotzige Reaktion auf eine angebliche Einseitigkeit des Slogans Black Lives Matter.